# Shaul Mofaz
Shaul Mofaz (în ebraică שאול מופז‎; n. 4 noiembrie 1948, Teheran, Iran) este un general și om politic israelian, originar din Iran, din mai 2012 președintele partidului Kadima, viceprim-ministru și ministru la Oficiul primului ministru, în cadrul guvernului israelian de unitate națională.  A îndeplinit funcția de șef al Marelui Stat Major al Armatei Israeliene în perioada 1998-2002, a fost în trecut viceprim-ministru, ministru al apărării și ministru al transportului.
În perioada 1994-1996, generalul Shaul Mofaz a fost comandant al Armatei de Sud a Israelului.
Shaul Mofaz s-a născut în 1948 la Teheran sub numele Shahram Mofazzakar, ca fiu al lui Eliahu și Mira, evrei originari din Isfahan, și a emigrat în Israel împreună cu familia în anul 1957.
Ei au fost cazați mai întâi la Eilat, unde Mofaz a urmat școala elementară, apoi a învățat la internatul agricol din Nahalal (unde învățase în trecut Moshe Dayan, locuitor al așezării).
În Israel familia și-a ebraizat numele în Mofaz.
În anul 1966 s-a înrolat în armată, în brigada de parașutiști. A participat la Războiul de Șase Zile din iunie 1967, Războiul de Iom Kipur (1973), Războiul din Liban din 1982, și la Operațiunea Entebbe din 1976, ca parașutist și ca membru al unității de comando de elită Sayeret Matkal.  
Ulterior, dedicându-se carierei militare, Mofaz a urmat cursurile Colegiului de comandă al Marinei S.U.A. din Quantico, Virginia, și studii de business management la Universitatea Bar Ilan din Ramat Gan. În anul 1977 a fost printre fondatorii așezării evreiești Elkana din vestul regiunii Samaria, în Cisiordania.
A intrat în viața politică ca membru al partidului de centru-dreapta Likud, s-a alăturat mai târziu partidului Kadima înființat de Ariel Sharon.
Președinte al comisiei Knesetului pentru afaceri externe și apărare, din partea partidului Kadima, partidul cu cele mai multe locuri din parlament, în mai 2012 a fost ales președinte al acestui partid, în urma demisiei lui Tzipi Livni. Devenit lider al opoziției, la scurt timp după aceea 
a surprins alăturându-se cu partidul său, Kadima, cabinetului Netanyahu, în cadrul unui guvern de unitate națională.
Locuiește în prezent la Kohav Yair, este căsătorit și are patru copii.